# 王如堅
王如堅（1549年—1603年），字石夫，號介石，江西吉安府安福縣人，民籍，明朝政治人物，萬曆年間官刑科给事中，因國本之爭革職。

## 生平
萬曆十三年（1585年）乙酉科江西鄉試舉人，萬曆十四年（1586年）聯捷丙戌科會試二百九十九名，廷试三甲一百六十九名進士。工部观政。授懷慶府推官。入為刑科給事中。萬曆二十一年（1593年），继朱维京之后，抗疏爭三王並封，革職為民，歸十年而卒。天啟年間，追贈光祿寺少卿。《明史》有傳。著有《潜一斋稿》。

## 家族
曾祖父王淇；祖父王有懋；父親王端昌。母陳氏；繼母劉氏。長子王立德，天啓间副贡，授國子典簿，出为远安令。

## 延伸阅读
[在维基数据编辑]
 《明史卷二百三十三》，出自《明史》